# Stegana dentifera
Stegana dentifera är en tvåvingeart som beskrevs av Lastovka och Maca 1982. Stegana dentifera ingår i släktet Stegana och familjen daggflugor.
Artens utbredningsområde är Virginia. Inga underarter finns listade i Catalogue of Life.